# Isonychus pictus
Isonychus pictus är en skalbaggsart som beskrevs av Sharp 1877. Isonychus pictus ingår i släktet Isonychus och familjen Melolonthidae. Inga underarter finns listade i Catalogue of Life.